# Harad
Em O Senhor dos Anéis, obra de fantasia épica de J. R. R. Tolkien, Harad é uma imensa região localizada ao sul de Gondor e Mordor. Seu principal porto é Umbar, base dos Corsários de Umbar, cujos navios compõem a frota do Senhor do Escuro Sauron. Seus habitantes, os Haradrim ou Sulistas, têm pele escura, vestem trajes escarlates e dourados, e manejam espadas e escudos redondos. Alguns guerreiros montam elefantes gigantes conhecidos como  mûmakil.
Tolkien inspirou-se nos antigos Etíopes, povos da África Subsaariana, para criar os Haradrim, com base em sua pesquisa filológica sobre a palavra em Inglês Antigo Sigelwara [en]. Ele concluiu que o termo, inicialmente associado a demônios de fogo negros como carvão, foi posteriormente aplicado aos etíopes. O uso de elefantes de guerra pelos Haradrim foi inspirado em Pirro do Epiro, que empregou esses animais contra a Roma Antiga. Críticos debatem se a escolha de Tolkien de retratar protagonistas brancos e antagonistas negros reflete preconceito racial, mas outros destacam que Tolkien demonstrou atitudes antixenofóbicas em sua vida, rejeitando a demonização de inimigos durante as duas guerras mundiais.
Na adaptação cinematográfica de As Duas Torres dirigida por Peter Jackson, os Haradrim foram inspirados nos Sarracenos do século XII, usando turbantes, vestes esvoaçantes e montando mûmakil. Eles também aparecem em diversos jogos e produtos derivados de O Senhor dos Anéis.

## Narrativa da Terra-média

Mapa esquemático de parte da Terra-média na Terceira Era, com Harad ao sul de Gondor e Mordor.

### Geografia

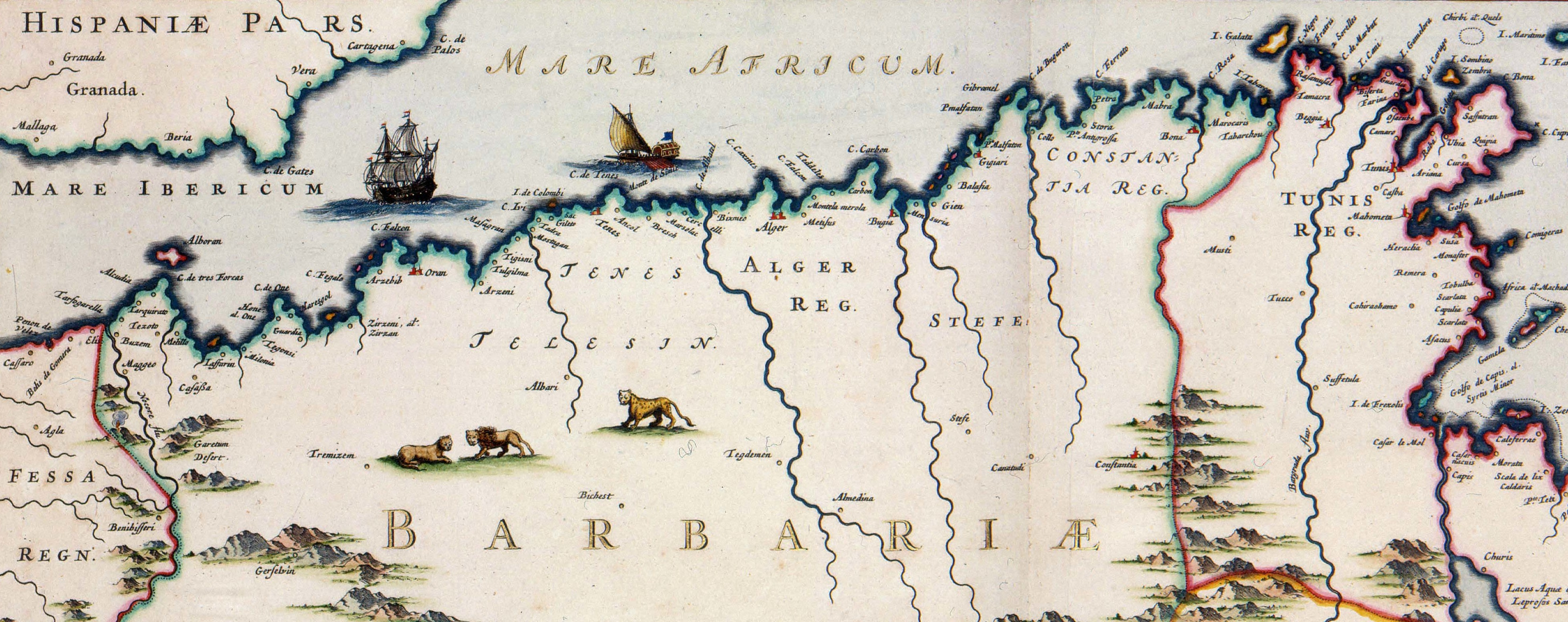
Os Corsários de Tolkien foram inspirados nos Piratas ou Corsários da Barbária da costa norte-africana. Mapa de Johannes Janssonius, c. 1650.

Harad é uma vasta região ao sul da Terra-média, limitada ao norte por (de oeste a leste) Gondor, Mordor, Khand e Rhûn. Historicamente, o rio Harnen marcava a fronteira com Gondor, mas, na época da Guerra do Anel, as terras ao norte até o rio Poros estavam sob influência dos Haradrim. A fronteira com Mordor segue as Montanhas Sombrias meridionais. A costa oeste de Harad, próxima a Gondor, é banhada pelo Grande Mar, o oceano ocidental da Terra-média, enquanto sua costa leste enfrenta o Mar Oriental.
Os elfos chamavam a região e seu povo de Haradwaith, "Povo do Sul", do  Sindarin harad ("sul") e gwaith ("povo"). Em Quenya, Hyarmen significa "sul" e também é o nome do país. Os Hobbits referiam-se à região como Terras do Sol e aos habitantes como Morenos. Aragorn descreve suas viagens por Harad como um lugar "onde as estrelas são estranhas", indicando, segundo Tolkien, que ele esteve no hemisfério sul.

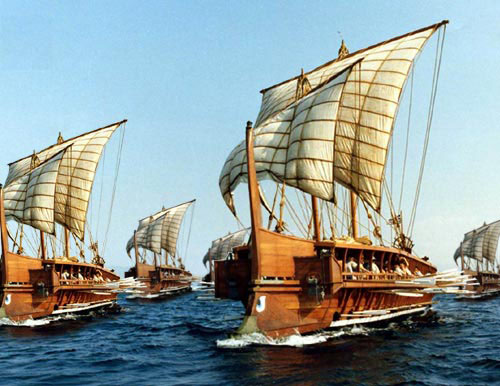
Tolkien descreveu os navios dos Corsários de Umbar como "dromunds" (galés, como nesta reconstrução) e embarcações profundas com remos e velas.

O grande porto de Umbar, na costa noroeste de Harad, é a base dos Corsários de Umbar, inspirados nos Piratas da Barbária. Esses corsários fornecem a Sauron uma frota significativa, composta por galés de diferentes tipos, incluindo dromunds, com remos e velas negras.
Harad possui "diversas cidades", incluindo uma "cidade interior", lar da Rainha Berúthiel, mencionada por Tolkien em uma entrevista. A Estrada de Harad é a principal rota terrestre entre Gondor e Harad. A região abriga selvas com macacos, pastagens e desertos.
Gondor divide Harad em Harad Próximo, semelhante ao Norte da África ou Magrebe, e Harad Distante, muito maior, correspondente à África Subsaariana. Um mapa anotado por Tolkien, usado por Pauline Baynes para criar seu mapa icônico, sugere que elefantes, como os usados por Pirro do Epiro, aparecem na grande batalha fora de Minas Tirith, e seriam apropriados em Harad, assim como camelos.

### Povo

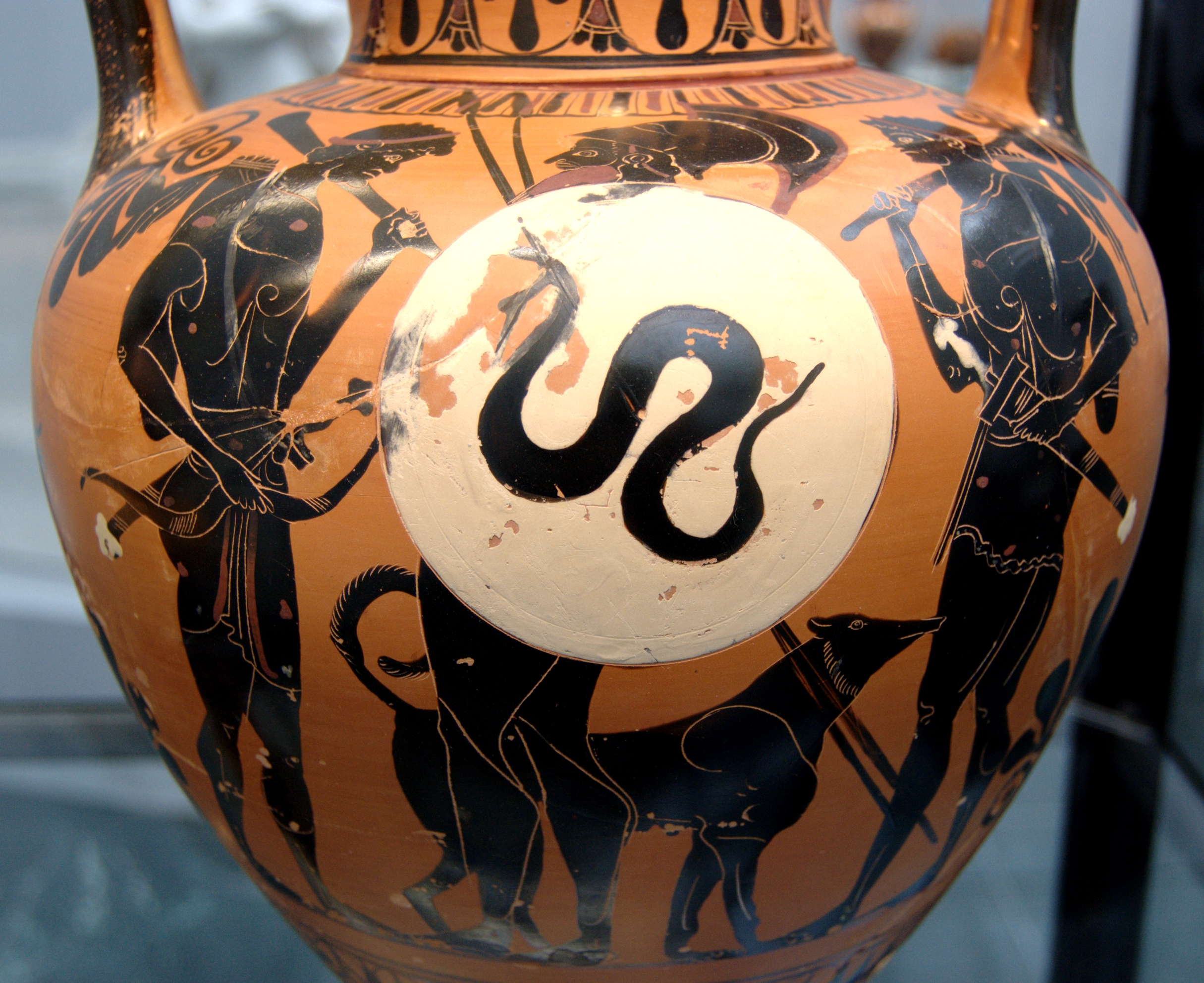
Christopher Tolkien associou os Haradrim aos antigos Etíopes. Ânfora Ática de cerâmica de figuras negras com o rei etíope Mêmnon, portando um escudo redondo com emblema de serpente, flanqueado por dois guerreiros, c. 510 a.C.

Os homens de Harad são chamados de Haradrim ("Multidão do Sul"), Haradwaith ou Sulistas pelos gondorianos. São de diversas etnias e culturas, alguns organizados em reinos. Frodo e Sam encontram  Faramir e seus Guardiões de Ithilien antes de uma emboscada contra um grupo de Haradrim na Estrada do Norte. Eles não veem a batalha diretamente, mas ouvem os sons do combate, e um guerreiro Haradrim morto cai a seus pés. Ele é descrito com pele morena, tranças pretas adornadas com ouro, túnica escarlate, colar dourado e um corselete de escamas de bronze. Os Haradrim carregam escudos redondos com espigões, pintados de amarelo e preto, e seus líderes exibem um emblema de serpente. Seus mûmakil têm ornamentos escarlates e dourados. Os povos de Harad Distante têm pele negra, sendo alguns descritos como "homens negros como meio-trolls, com olhos brancos e línguas vermelhas" e "homens-trolls".

### História
Os Haradrim são povos independentes, mas, na Segunda Era, ficam entre as ambições de Sauron e dos Númenorianos, que frequentemente matam ou escravizam Haradrim, assumindo o controle de Harad. Muitos Haradrim caem sob o domínio de Sauron, considerando-o "rei e deus", temendo-o profundamente. Alguns númenorianos se misturam aos Haradrim, e parte deles, conhecidos como "Númenorianos Negros", aliam-se a Sauron. Sob o rei Hyarmendacil I, "Vencedor do Sul", de Gondor, Harad torna-se vassalo de Gondor. Durante a Guerra do Anel, os Haradrim estão novamente sob o domínio de Sauron, com os Corsários fornecendo sua Frota Negra e muitos guerreiros, alguns montando mûmakil, juntando-se a seus exércitos. Na Batalha dos Campos do Pelennor, o líder do exército Haradrim é morto por  Théoden, rei de Rohan.
Tolkien não desenvolveu línguas específicas para os Haradrim, embora mûmak, "elefante", possa ser uma palavra em sua língua. Apesar de ter um significado em Quenya ("destino"), o nome Umbar é adaptado da língua nativa, não do Élfico ou Adûnaico.

## Conceito e criação

### "Terra de Sigelwara"
Tolkien concebeu Harad, uma região quente ao sul, por meio de seu trabalho filológico. O poema bíblico em Inglês Antigo Exodus [en], presente no Códice Junius [en] 11 do século X, contém um trecho que chamou sua atenção:
| Códice Junius 11 (Inglês Antigo)                                                     | Inglês Moderno                                                                                               | Português (Tradução) |
| ------------------------------------------------------------------------------------ | --- | --- |
| [...] be suðan Sigelwara land, forbærned burhhleoðu, brune leode, hatum heofoncolum. | "[...] southward lay the Ethiop's land, parched hill-slopes and a race burned brown by the heat of the sun." | “[...] em direção ao sul, havia a terra dos etíopes, encostas ressequidas e uma raça marrom queimada pelo calor do sol.” |

Etimologias de Sigelwara de Tolkien, conectando-se a elementos centrais de seu Legendarium, incluindo os Silmarils e Balrogs.

Tolkien interessou-se especialmente pela palavra em Inglês Antigo usada para "Etíopes": Sigelwara, ou, em sua emenda, Sigelhearwan. O estudioso de Tolkien Tom Shippey [en] explica que a pesquisa filológica de Tolkien, descrita em seu ensaio "Sigelwara Land", partiu da premissa de que o termo não se referia originalmente aos etíopes, mas foi adaptado a esse uso a partir de um significado anterior. Tolkien analisou as duas partes da palavra. Sigel, segundo ele, significava tanto "sol" quanto "joia": o primeiro por ser o nome em Inglês Antigo da runa do Sol, Proto-germânico: sowilō [en] (ᛋ); o segundo derivado do latim sigillum, um selo.
Tolkien concluiu que Hearwa estava relacionado ao Inglês Antigo heorð, "lareira", e, em última análise, ao latim carbo, "carvão". Assim, o significado de Sigelhearwan, segundo Tolkien, seria, de forma tentativa, "mais os filhos de Muspell [en] do que de Ham", uma antiga classe de demônios da mitologia nórdica "com olhos vermelho-ardentes que emitiam faíscas e rostos negros como carvão". Esse era exatamente o tipo de "conceito pagão perdido" que sugeria a mitologia perdida da Inglaterra, algo que Tolkien buscava.
Nos rascunhos de O Senhor dos Anéis, Tolkien experimentou nomes como Harwan e Sunharrowland para Harad, derivados de Sigelwara. Christopher Tolkien observa que esses nomes estão conectados ao ensaio Sigelwara Land de seu pai. A filóloga Elizabeth Solopova [en] também nota que o nome dado pelos hobbits a Harad, Terras do Sol, sugere uma ligação semelhante.

## Análise

### Geografia moral
A estudiosa de estudos germânicos Sandra Ballif Straubhaar observa que não está claro se Tolkien pretendia agrupar os Haradrim com seus "Homens Selvagens", embora os nomeasse como antigos inimigos de Gondor. Eles são "outros étnicos, mas não tão feios", possuem uma cultura rica e elefantes bem treinados. A exceção, sugere ela, seriam os homens de Harad Distante, vistos pelos gondorianos como "homens negros como meio-trolls, com olhos brancos e línguas vermelhas". Para John Magoun, em J.R.R. Tolkien Encyclopedia, Tolkien criou com os "Sulistas" de Harad uma "geografia moral plenamente expressa", partindo do lar dos hobbits no Noroeste, o mal no Leste, e a "sofisticação e decadência imperial" no Sul. Magoun explica que Gondor é virtuoso por estar no Oeste, mas problemático por ser do Sul; Mordor, no Sudeste, é infernal; e Harad, no extremo Sul, "regrediria à selvageria quente".
Solopova argumenta que os elefantes de guerra mûmakil dos Haradrim posicionam seu país no Extremo Oriente, já que apenas a Índia e terras a leste continuaram usando elefantes de guerra após a antiguidade. Ela e Stuart D. Lee [en] mencionam que Tolkien poderia ter usado a versão em Inglês Antigo de Ælfric do Livro dos Macabeus, que apresenta elefantes cuidadosamente ao público anglo-saxão, usando uma frase semelhante à de Samwise Gamgee, "māre þonne sum hūs", "maior que uma casa", antes de descrever seu uso em batalha; o herói apunhala o elefante, que carrega um "wīghūs", uma "casa de batalha [en]", por baixo. Contudo, Tolkien mencionou o uso de elefantes de guerra por Pirro do Epiro contra a Roma Antiga entre 280–275 a.C. em suas notas para a ilustradora Pauline Baynes.

### O estereótipo do "Outro"

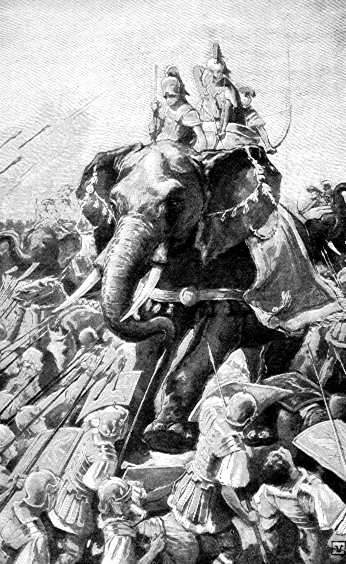
Tolkien relacionou os mûmakil dos Haradrim na Batalha dos Campos do Pelennor aos elefantes de guerra de Pirro do Epiro em sua invasão da Roma Antiga, conforme ilustrado em um livro de 1896 por Helene Guerber.

Comentadores como Anderson Rearick e Stephen Shapiro identificaram os Haradrim como uma raça estrangeira reconhecível e como inimigos, acusando Tolkien de racismo. Por outro lado, estudiosos como Sandra Ballif Straubhaar defenderam Tolkien, destacando que, durante a Segunda Guerra Mundial, ele expressou uma posição antirracista. Straubhaar afirma que "um mundo policultural e polilíngue é absolutamente central" para a Terra-média, algo evidente para leitores e espectadores. Ela considera "interessantes" as "acusações recorrentes na mídia popular" de uma visão racista da história. Straubhaar cita o estudioso sueco de estudos culturais David Tjeder, que, no jornal Aftonbladet, descreveu o relato de Gollum sobre os homens de Harad ("Nada gentis; homens muito cruéis e perversos. Quase tão ruins quanto Orcs, e muito maiores.") como "estereotipado e reflexo de atitudes coloniais". Ela argumenta, no entanto, que a visão de Gollum, com suas "suposições arbitrárias e estereotipadas sobre o Outro, é absurda, e que Gollum não pode ser tomado como autoridade sobre a opinião de Tolkien. Straubhaar contrasta isso com a reação mais humana de Sam Gamgee ao ver um guerreiro Haradrim morto, que ela considera "difícil de criticar": "Ele ficou aliviado por não ver o rosto do morto. Perguntou-se qual seria o nome do homem e de onde ele vinha; se ele era realmente mau de coração, ou quais mentiras ou ameaças o levaram à longa marcha desde sua casa." Straubhaar cita Shapiro, que escreveu no The Scotsman que "simplificando, os mocinhos de Tolkien são brancos e os vilões são negros, de olhos puxados, pouco atraentes, inarticulados e uma horda psicologicamente subdesenvolvida". Straubhaar reconhece que Shapiro pode ter razão quanto ao termo "olhos puxados", mas observa que isso era mais brando do que em muitos romancistas contemporâneos, como John Buchan, e destaca que Tolkien expressou "objeção horrorizada" quando sua obra foi mal interpretada em relação a eventos atuais. Ela também nota que Tjeder não percebeu o "esforço consciente" de Tolkien para mudar o "paradigma" europeu ocidental de que falantes de línguas supostamente superiores eram "etnicamente superiores".

## Em outras mídias
No filme As Duas Torres de Peter Jackson, os Haradrim têm aparência oriental-média, usando turbantes, vestes esvoaçantes e montando mûmakil. Um livro complementar sobre as "Criaturas" do filme afirma que os Haradrim foram baseados nos Sarracenos do século XII. A cena de batalha em Ithilien entre os guardiões de Gondor e os homens de Harad foi filmada no Twelve Mile Delta, perto de Queenstown, Nova Zelândia.
Os Haradrim e os Corsários de Umbar aparecem em produtos derivados da trilogia cinematográfica, como brinquedos, o jogo de cartas The Lord of the Rings Trading Card Game e o jogo de computador The Lord of the Rings: The Battle for Middle-earth II. "Assassinos Haradrim" aparecem no jogo de computador The Lord of the Rings: War of the Ring, enquanto no videogame Middle-earth: Shadow of War, Baranor, um personagem jogável que é capitão da guarda de Gondor, é originalmente de Harad.
A Iron Crown Enterprises [en] produziu uma série de livros para seu jogo de RPG de mesa Middle-earth Role Playing, contendo informações sobre Harad e conteúdo para ambientar jogos na região. Publicações principais incluíram os livros de ambientação Umbar: Haven of the Corsairs (1982), Far Harad (1988), e Greater Harad (1990), além dos livros de aventura Warlords of the Desert (1989), Forest of Tears (1989), e Hazards of the Harad Wood (1990). A Games Workshop produziu miniaturas e regras relacionadas a Harad para uso no Middle-earth Strategy Battle Game [en], incluindo para mûmakil e Corsários de Umbar.

### J. R. R. Tolkien
1. ↑  (Tolkien 1977, "Akallabêth")
2. 1 2  (Tolkien 1954, Livro 4, Cap. 3. "The Black Gate is Closed")
3. ↑  (Tolkien 1954a, The Council of Elrond [en])
4. ↑  (Tolkien 1980, Parte 4, Cap. III. Os Istari. p. 402, Nota 10.)
5. 1 2  (Tolkien 1955, “A Batalha dos Campos de Pelennor”, ‘pois negros contra a corrente cintilante, eles viram uma frota levada pelo vento: dromunds e navios de grande calado [com cascos profundos] com muitos remos e com velas negras que se inclinavam na brisa.’)
6. 1 2  (Tolkien 1977, "Sobre os Anéis de Poder e a Terceira Era")
7. ↑  (Tolkien 1955, Livro 6, Cap.2)
8. ↑  (Tolkien 1954, Livro 3, Cap. 7. “macacos nas florestas sombrias do Sul”)
9. ↑  (Tolkien 1955, Apêndice A: II)
10. 1 2  (Tolkien 1989, Cap. XXV, p. 435, 439 (nota 4))
11. 1 2 3 4  (Tolkien 1955, Livro 4, Cap. 4. "Of Herbs and Stewed Rabbit")
12. 1 2  (Tolkien 1954, Apêndice A, Seção I(iv))
13. ↑  (Tolkien 1955, Livro 5, Cap. 6. "Batalha dos Campos de Pelennor")
14. ↑  (Tolkien 1955, Apêndice A, Seção I (iv), nota de rodapé)
15. ↑  (Tolkien 1955, Livro 5, Cap. 6 e Livro 6, Cap.4)
16. ↑  (Tolkien 1955, Livro 6, Cap. 5)
17. 1 2 3  Tolkien, J. R. R. (dezembro de 1932). «Sigelwara Land». Society for the Study of Medieval Languages and Literature. Medium Ævum. 1 (3): 183-196. JSTOR 43625831. doi:10.2307/43625831. Consultado em 19 de maio de 2025 e Tolkien, J. R. R. (junho de 1934). «Sigelwara Land (Continued)». Society for the Study of Medieval Languages and Literature. Medium Ævum. 3 (2): 95-111. JSTOR 43625895. doi:10.2307/43625895. Consultado em 19 de maio de 2025

- Tolkien, J. R. R. (1977). The Silmarillion [O Silmarillion]. [S.l.]: George Allen & Unwin. ISBN 0 04 823139 8
- Tolkien, J. R. R. (1954). The Two Towers [As Duas Torres]. [S.l.]: George Allen & Unwin. ISBN 0 04 823046 4
- Tolkien, J. R. R. (1955). The Return of the King [O Retorno do Rei]. [S.l.]: George Allen & Unwin. ISBN 0 04 823047 2
- Tolkien, J. R. R. (1954a). The Fellowship of the Ring [A Sociedade do Anel]. [S.l.]: George Allen & Unwin. ISBN 0 04 823045 6
- Tolkien, J. R. R. (1980). Unfinished Tales [Contos Inacabados]. [S.l.]: George Allen & Unwin. ISBN 0-04-823179-7
- Tolkien, J. R. R. (1989). The Treason of Isengard [A Traição de Isengard]. [S.l.]: George Allen & Unwin. ISBN 0-04-440396-8